# Rai Nettuno Sat
Rai Nettuno Sat – rodzina dwóch włoskich kanałów telewizyjnych funkcjonujących na zasadzie teleuniwersytetów, należących do włoskiego nadawcy publicznego, RAI. Całość programu wypełniona jest wykładami prowadzonymi przez pracowników włoskich uczelni wyższych. W Polsce oba kanały można oglądać w niekodowanym przekazie cyfrowym z satelity Hot Bird.